# Pimientos rellenos
Los pimientos rellenos son un plato típico de muchas gastronomías del mundo, en el cual el pimiento (fruto de Capsicum), típicamente el pimiento morrón, se utiliza como recipiente para contener rellenos de todo tipo: de carne picada o molida, desmenuzada, o bien pescado, marisco, arroz, verduras, legumbres, etc.

## América

#### Estados Unidos
Los stuffed peppers (en inglés ‘pimientos rellenos’) son un plato estadounidense hecho con pimientos (normalmente verdes) que suelen rellenarse con ternera picada mezclada con pan rallado o arroz cocido, huevo, hierbas y especias (especialmente pimentón y perejil), y queso. Las recetas varían, pero suelen coincidir en vaciar los pimientos de semillas, hervirlos, rellenarlos, cubrirlos con queso y cocerlos hasta que quedan blandos. Pueden servirse con salsa, a menudo de tomate.

#### México y Centroamérica
Los chiles, dulces o picantes, se suelen rellenar en México, Guatemala y Costa Rica. En el centro de la República mexicana es común hacer este plato con chiles poblanos, una variedad verde, grande y poco picante. O también con otras variedades verdes más pequeñas. En Oaxaca se suele elaborar con chile de agua, mientras que en ciertas áreas culturales mayas se suele usar el chile güero. Se rellenan con un picadillo de carne con salsa de tomate, queso panela o manchego mexicano y se acompaña con arroz rojo o tortillas de maíz. A menudo los chiles rellenos se capean, es decir, se rebozan con huevo batido y se fríen.
Una versión especial es el chile en nogada, que se considera uno de los platos insignia del país. Con origen en Puebla, el relleno incluye carne, pasas, papas, zanahoria, manzana, pera, durazno, almendras, piñones, y varias especias como canela o clavo. El chile en nogada no se capea; se cubre con una salsa blanca de nueces de Castilla, granos de granada y perejil fresco, representando los colores de la bandera mexicana.

#### Perú
En el Perú, los pimientos rellenos tienen su propia identidad y se llaman comúnmente rocotos rellenos, un plato icónico de la gastronomía peruana, especialmente de la región de Arequipa. Este plato destaca por su sabor picante, ya que en lugar de pimientos dulces, se utiliza el rocoto, un ají nativo de los Andes.
Los rocotos rellenos se rellenan de carne molida de res o de cerdo, cebolla, maní, pasas, aceitunas, perejil y se sazona con ají panca. Luego se hornea y se gratina con queso fresco. El rocoto relleno peruano se suele servir con pastel de papa.

## Asia

#### India
Los pimientos rellenos (bharvan mirch o bharva hari mirch) son uno de los diversos platos de verdura rellena (bharvan subji) de la cocina india. Consiste en pimiento morrón (shimla mirch) relleno con patata cocida molida (aloo) y cebolla (pyaz), condimentado con guindilla, cúrcuma, cilantro, sal y zumo de limón. Se doran en una tava (sartén) o se hornean hasta que quedan blandos.

#### Países árabes
El filfil mahshi es un plato árabe consistente en pimientos verdes rellenos. Pertenece a un grupo de platos vegetales consistentes en pimientos, calabacines o berenjenas rellenos.

## Mediterráneo occidental

#### España
En España se suelen elaborar en el norte platos de pimientos rellenos, bien sea de bacalao,  de morcilla, de tortilla, de carne, de gambas, de bacalao y gambas,  etcétera. Se emplean diversas variedades de pimiento, como el de piquillo.
En Valencia se utiliza un pimiento rojo grande, se vacía y en su interior se introduce carne, arroz y algunos piñones, previamente sofritos. Una vez los alimentos se han sofrito se introducen en el pimiento y se hornean.

#### Italia
La receta italiana, llamada peperoncini ripieni, se considera una conserva, y es tradicional de las regiones del sur de Italia, especialmente de Calabria. La receta tradicional calabresa, llamada pipi chini, se hace con pimientos morrones redondos, y el relleno se hace con pan rallado, perejil, albahaca, queso Grana, tomate y queso Provola. A veces también se añade huevo duro, anchoas o carne picada. 
También se encuentra en la región del Piamonte.

## Mediterráneo oriental y los Balcanes

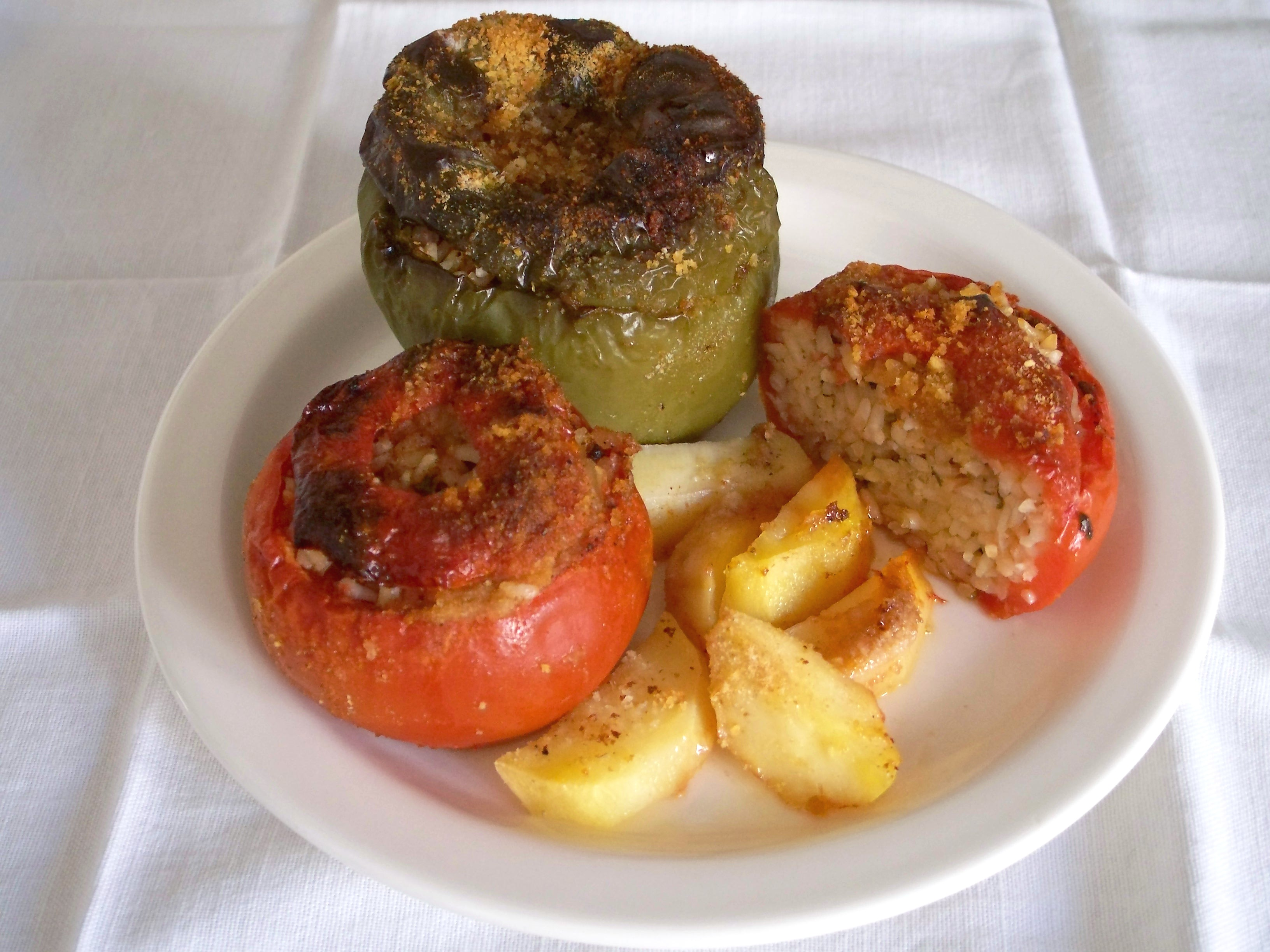
Yemista.

Se llama dolma a una familia de platos de verdura rellena, habitualmente pimiento u hojas de parra. Es parte de la cocina otomana y regiones adyacentes, incluyendo Turquía, Albania, Oriente Medio, los Balcanes, Grecia y Asia Central.
Los punjena paprika (en croata y serbio ‘pimientos rellenos’), filovana paprika (bosnio), polnjena paprika (esloveno), polneti piperki (macedonio) o pulnena piperka (búlgaro) son un plato de la Europa del Este consistente en pimientos rellenos de carne picada y arroz. Muy populares en las regiones de Krapina-Zagorje y Vojvodina, tienen mucha influencia de la cocina húngara. La carne, normalmente ternera picada, se mezcla con hierbas, especias y arroz. Hay muchas variantes del plato por todos los Balcanes.

#### Grecia
El yemista es una receta griega consistente en verdura rellena al horno. Suelen vaciarse tomates, pimientos u otras verduras, que se hornean con un relleno a base de arroz y hierbas.

#### Rumanía
Los ardei umpluţi (en rumano ‘pimientos rellenos’) son un plato preparado con pimientos morrones rellenos con carne picada (normalmente de cerdo), arroz, cebolla y otras verduras con especias, que entonces se cuecen en una salsa hecha con nata, tomate y especias.